# 内田里美
内田 里美（うちだ さとみ、1974年12月27日 - ）は、日本の女優。
オフィスKUMA所属。

## 人物
愛知県出身。身長160cm、体重48kg。特技は日本舞踊。

## 出演

### テレビドラマ
- 育休刑事 第8話（2023年6月6日、NHK総合・NHK BS4K） - 産婦人科医 役